# Latrunculia copihuensis
Espèce
Latrunculia copihuensis est une espèce d'éponges de la famille des Latrunculiidae.

## Distribution
L'espèce est décrite des fjords des côtes chiliennes, dans l'Océan Pacifique.

## Taxinomie
L'espèce Latrunculia copihuensis est décrite en 2013 par Eduardo Hajdu, Ruth Desqueyroux-Faúndez, Mariana De Souza Carvalho, Gisele Lôbo-Hajdu et Philippe Willenz.